# Ödriegel
Der Ödriegel ist ein langgestreckter 1155 m ü. NHN hoher Bergrücken, der zum Arberkamm im nördlichen Bayerischen Wald gehört.

## Geographische Lage
Der Ödriegel liegt auf der Grenze des oberpfälzischen Landkreises Cham mit den Gemeinden Arrach im Nordnordwesten und Lam im Nordnordosten und dem niederbayerischen Landkreis Regen mit der  Gemeinde Arnbruck im Südsüdwesten. Knapp 900 Meter westlich des Gipfels liegt an der Kammlinie der 1080 m ü. NHN hohe Mühlriegel, 3,1 Kilometer ostsüdöstlich das 1235,8 m ü. NHN hohe Schwarzeck.
Auf dem flachen Gipfel des Ödriegels gibt es einige Felsriegel, die einen Ausblick in den Lamer Winkel, zum Osser und auf den Hohen Bogen ermöglichen. Die meisten Wanderer passieren den Ödriegel auf ihrer Tour entlang des Europäischen Fernwanderweges E6, der vom Arber zum Kaitersberg führt. Als eigenständige Wanderung wird er kaum bestiegen, schon eher in Verbindung mit den Nachbarbergen Mühlriegel und Schwarzeck.
Seit dem 4. Juni 2022 steht auf einem der Felsen ein 2,7 × 1,7 Meter messendes Kreuz aus Stahl und Blech, welches ein Metallbaumeister als Meisterstück auf eigene Kosten erstellte und zusammen mit Freunden aufstellte. Das Kreuz ist mit eingelassenen Leuchtmitteln versehen und wird mit einer Photovoltaikplatte mit Strom versorgt, sodass es in der Nacht leuchtet.